# Manhattanská metrika

Vzdálenost mezi křižovatkami je stejná, ať zvolíme červenou, modrou nebo žlutou trasu. Zelená čára naznačuje způsob, jakým měří vzdálenosti Euklidovská metrika

Manhattanská metrika (též newyorská metrika, obojí podle pravoúhlého systému ulic na Manhattanu v New Yorku) je metrika na množině {\displaystyle \mathbb {R} ^{n}} definovaná vztahem {\displaystyle \rho (\mathbf {x} ,\mathbf {y} )=|x_{1}-y_{1}|+|x_{2}-y_{2}|+\cdots +|x_{n}-y_{n}|}.

## Názorná představa
Tato metrika odpovídá představě nejkratší vzdálenosti, kterou musí urazit automobil (v populární verzi vůz newyorské taxislužby) při cestě z jedné křižovatky na jinou – předpokládáme-li, že systém ulic je pravoúhlý.

## Související stránky
- Hammingova vzdálenost – definována prakticky stejně, ale používá se pro diskrétní prostory